# Elachistocleis panamensis
Elachistocleis panamensis é uma espécie de anfíbio da família Microhylidae.
Pode ser encontrada nos seguintes países: Colômbia e Panamá.
Os seus habitats naturais são: florestas subtropicais ou tropicais húmidas de baixa altitude, campos de gramíneas subtropicais ou tropicais secos de baixa altitude, campos de gramíneas de baixa altitude subtropicais ou tropicais sazonalmente húmidos ou inundados, marismas de água doce, marismas intermitentes de água doce, terras aráveis, pastagens, plantações , florestas secundárias altamente degradadas e canals e valas.